# Vesèus e Rossi
Vezels-Roussy és un municipi francès situat al departament de Cantal i a la regió d'Alvèrnia-Roine-Alps. L'any 2007 tenia 155 habitants.

## Demografia

### Població
El 2007 la població de fet de Vezels-Roussy era de 155 persones. Hi havia 60 famílies de les quals 12 eren unipersonals (12 homes vivint sols), 16 parelles sense fills, 20 parelles amb fills i 12 famílies monoparentals amb fills.
La població ha evolucionat segons el següent gràfic:
Habitants censats

### Habitatges
El 2007 hi havia 104 habitatges, 63 eren l'habitatge principal de la família, 27 eren segones residències i 14 estaven desocupats. 98 eren cases i 6 eren apartaments. Dels 63 habitatges principals, 44 estaven ocupats pels seus propietaris, 12 estaven llogats i ocupats pels llogaters i 7 estaven cedits a títol gratuït; 1 tenia una cambra, 2 en tenien dues, 9 en tenien tres, 16 en tenien quatre i 35 en tenien cinc o més. 11 habitatges disposaven pel capbaix d'una plaça de pàrquing. A 31 habitatges hi havia un automòbil i a 27 n'hi havia dos o més.

### Piràmide de població
La piràmide de població per edats i sexe el 2009 era:
| Homes | Edats   | Dones |
| ----- | ------- | ----- |
| 0     | 95 o +  | 0     |
| 0     | 90 a 94 | 0     |
| 8     | 85 a 89 | 4     |
| 0     | 80 a 84 | 0     |
| 4     | 75 a 79 | 4     |
| 4     | 70 a 74 | 0     |
| 0     | 65 a 69 | 12    |
| 8     | 60 a 64 | 0     |
| 0     | 55 a 59 | 4     |
| 0     | 50 a 54 | 0     |
| 0     | 45 a 49 | 4     |
| 8     | 40 a 44 | 0     |
| 20    | 35 a 39 | 8     |
| 0     | 30 a 34 | 4     |
| 0     | 25 a 29 | 4     |
| 0     | 20 a 24 | 4     |
| 0     | 15 a 19 | 0     |
| 8     | 10 a 14 | 0     |
| 8     | 5 a 9   | 8     |
| 0     | 0 a 4   | 4     |

## Economia
El 2007 la població en edat de treballar era de 95 persones, 64 eren actives i 31 eren inactives. De les 64 persones actives 61 estaven ocupades (39 homes i 22 dones) i 3 estaven aturades (1 home i 2 dones). De les 31 persones inactives 10 estaven jubilades, 9 estaven estudiant i 12 estaven classificades com a «altres inactius».

### Ingressos
El 2009 a Vezels-Roussy hi havia 57 unitats fiscals que integraven 140 persones, la mediana anual d'ingressos fiscals per persona era de 11.370 €.

### Activitats econòmiques
Dels 3 establiments que hi havia el 2007, 1 era d'una empresa de fabricació d'altres productes industrials, 1 d'una empresa d'hostatgeria i restauració i 1 d'una entitat de l'administració pública.
L'any 2000 a Vezels-Roussy hi havia 15 explotacions agrícoles que ocupaven un total de 510 hectàrees.

## Poblacions més properes
El següent diagrama mostra les poblacions més properes.